# 오셀레시

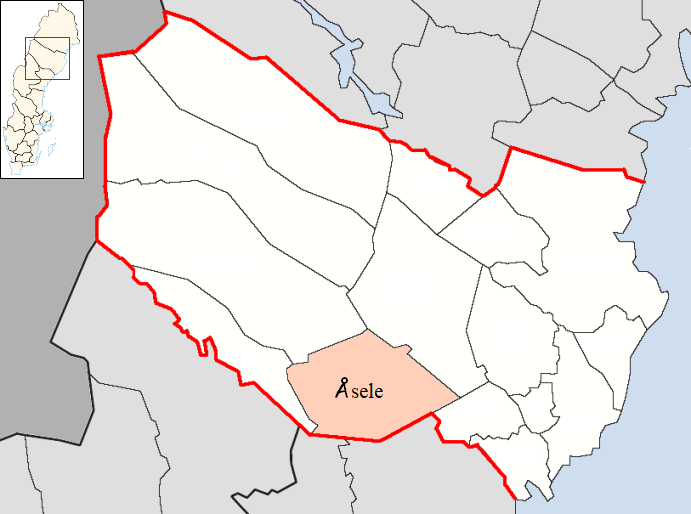
오셀레 시의 위치

오셀레시(스웨덴어: Åsele kommun)는 스웨덴 베스테르보텐주에 위치한 지방 자치체로 행정 중심지는 오셀레이며 면적은 4,543.95km2, 인구는 2,875명(2016년 12월 31일 기준), 인구 밀도는 0.63명/km2이다.

시 문장